# Hélène Cazier
Hélène Cazier, née le 17 janvier 1983 à Boulogne-sur-Mer, est une pilote française de char à voile, en catégorie classe 3.

## Palmarès

### Championnats du monde
- Médaille d'or en 2000, Terschelling,  Pays-Bas, (13e place du classement mixte)
- Médaille d'or en 2004, Sankt Peter-Ording,  Allemagne
- Médaille d'or en 2006, Le Touquet,  France
- Médaille d'or en 2008, Rada Tilly,  Argentine
- Médaille d'or en 2010, La Panne,  Belgique
- Médaille d'or en 2012, Cherrueix,  France

### Championnats d'Europe
- Médaille d'or en 2022 en classe 3, à Camiers,  France (19e place du classement mixte)
- Médaille d'or en 2001 en classe 3, en Vendée,  France (12e place du classement mixte)
- Médaille d'or en 2003 en classe 3, à La Panne,  Belgique (1e place du classement mixte)
- Médaille d'or en 2005 en classe 3, à Terschelling,  Pays-Bas
- Médaille d'or en 2009 en classe 3, à St Peter Ording,  Allemagne
- Médaille d'or en 2011 en classe 3, à Hoylake,  Angleterre

### Championnats de France
- Championne de France en 2000 en catégorie classe 3.
- Championne de France en 1995, 1996, 1997, 1998 et 1999 en catégorie mini-4.